# Bătălia de la Ninive (612 î.Hr.)
Bătălia de la Ninive a fost o luptă din anul 612 î.Hr.. Capitala asirienilor, Ninive a fost asediată, cucerită și devastată de către forțele aliate ale mezilor, sciților, babilonienilor și trupe din Susa. Regele Sin-shar-ishkun al Asiriei a fost ucis în luptă. 